# Lethal Injection
Lethal Injection è un album di Ice Cube, il quarto pubblicato da solista.

## Tracce
1. Shot (Intro) – 0:54
2. Really Doe – 4:28
3. Ghetto Bird – 3:50
4. You Know How We Do It – 3:52
5. Cave Bitch – 4:17
6. Bop Gun (One Nation) (featuring George Clinton) – 11:05
7. What Can I Do? – 4:50
8. Lil Ass Gee – 4:04
9. Make It Ruff, Make It Smooth (featuring K-Dee) – 4:23
10. Down for Whatever – 4:39
11. Enemy – 4:50
12. When I Get to Heaven – 5:00

Durata totale: 56:12

### Ristampa 2003
L'asterisco indica le tracce nuove, rispetto all'edizione del 1993.
1. Shot (Intro) – 0:54
2. Really Doe – 4:28
3. Ghetto Bird – 3:50
4. You Know How We Do It – 3:52
5. Cave Bitch – 4:17
6. Bop Gun (One Nation) (featuring George Clinton) – 11:05
7. What Can I Do? – 4:50
8. Lil Ass Gee – 4:04
9. Make It Ruff, Make It Smooth (featuring K-Dee) – 4:23
10. Down for Whatever – 4:39
11. Enemy – 4:50
12. When I Get to Heaven – 5:03
13. What Can I Do? [Westside Remix]* – 4:27
14. What Can I Do? [East Side Remix]* – 4:46
15. You Know How We Do It [Remix]* – 4:23
16. Lil Ass Gee [Eerie Gumbo Remix]* – 5:21

Durata totale: 75:12